# Paranataelia tenerifica
Paranataelia tenerifica là một loài bướm đêm trong họ Noctuidae.